# Last Call (single de Traci Braxton)
Pour les articles homonymes, voir Last Call.
Last Call est le premier single de la chanteuse américaine Traci Braxton, extrait de son 1er opus Crash & Burn, sorti le 15 juillet 2014.

## Historique
The Braxtons sortent leur premier album So Many Ways en 1996 avec leurs quatre singles : Good Life, So Many Ways, Only Love, The Boss et Slow Flow. Mais juste au moment de sortir le 1er single Good Life, Traci dut abandonner le groupe pour donner naissance à son 1er enfant.
En 2011, elle participe avec ses sœurs dont elle avait formé le groupe The Braxtons à leur propre télé-réalité prénommée Braxton Family Values.
Entretemps, elle intervient en tant que choriste sur les prestations scéniques de ses sœurs.
En parallèle, elle intervient pour les causes des enfants handicapés, du cancer, du diabète, participe en tant que conférencière à divers organismes de bienfaisance afin d'aider les femmes à travers le monde qui sont confrontées à des violences domestiques.
En 2013, elle obtient sa propre émission de radio intitulée The Traci Braxton Show, qui est un succès aux États-Unis. La même année, elle apparait avec son mari dans l'émission de télé-réalité Marriage Boot Camp et signe sur le label Entertainment One pour la sortie d'un opus.
Traci commence alors à travailler avec des producteurs tels que Chris Lewis & Bobby Terry, Dave Lindsey, Cliff Jones, Kevin Rutledge, Kenneth Eperson pour cet opus.

## Informations
"Last Call" a été écrit par Dave Lindsey, Harold F. Garvin II, Nicole Sims, Cliff Jones
et composé par Dave Lindsey.

## Clip vidéo
Le vidéoclip qui accompagne la chanson, est réalisé par Jakob Owens. Il y dévoile Traci en train d'attendre son petit ami et de discuter dans son jardin avec lui. À noter que dans le vidéoclip de la chanson, apparaissent Toni, Tamar et Towanda. Traci Braxton Last Call vidéo officielle Youtube

## Performance commerciale
La chanson atteint la 16e meilleure place au Billboard R&B Songs.

## Liste et formats
| Single digital 1. "Last Call" — 3:44 |

## Classement hebdomadaire
| Année | Chanson     | Position     | Album        |
| Année | Chanson     | US Adult R&B | Album        |
| ----- | ----------- | ------------ | ------------ |
| 2014  | "Last Call" | 16           | Crash & Burn |